# Регби в Венгрии
Регби в Венгрии является малопопулярным, но развивающимся видом спорта. В стране регби появилось в 1960-е годы, но Венгерский регбийный союз (венг. Magyar Rögbi Szövetség) официально был создан только в 1990 году и принят в Международный совет регби в 1991 году.

## История
По некоторым данным, первый регбийный матч в Будапеште был проведён в 1875 году с участием венгерских дипломатов, организовавших матч на той территории, где сейчас находится Площадь Свободы. В 1935 году в Будапеште состоялись Всемирные университетские игры, в программу которых было включено регби (в финале Франция победила Германию 12:10), однако сами венгры не принимали участие в турнире из-за нехватки времени для подготовки и травм у игроков.
Определённый вклад в развитие венгерского регби внёс итальянский дипломат Карло Пассалакуа (итал. Carlo Passalacqua), который при участии своих друзей из итальянского посольства в Будапеште в 1969 году (по другим данным, в 1968 году) организовал первый регбийный клуб в Венгрии, а затем участвовал и в создании других регбийных команд в стране. Одним из помощников Пассалакуа в этом деле был учитель физкультуры будапештской средней школы Вёрёшмарть Йожеф Чиракь (венг. József Cziráky), который летом 1969 года провёл открытое занятие при участии Пассалакуа, познакомив учеников с регби. Осенью того же года из учеников школы и ещё нескольких людей была собрана команда, лидерами которой были Карло Пассалакуа и Андраш Таркани (венг. András Tárkáni). Среди игроков этой команды был и Иштван Шаркёзи (венг. István Sárközi), который играл с 1970 по 1974 годы, а позже стал регбийным судьёй и организатором встреч.
Вскоре Пассалакуа покинул Венгрию, но продолжил заниматься развитием регби в других странах, основав в Вене регбийный клуб «Вена Селтик». В самой Венгрии развитием регби занималась группа энтузиастов: наиболее сильными клубами были команды Будапешта, хотя в 1981 году сильная команда появилась и в Кечкемете. Впервые сборная Венгрии сыграла международную встречу в 1990 году, уступив сборной ГДР со счётом 3:7. По загадочному совпадению, в этот же год не стало Карло Пассалакуа, которого в Венгрии называют «отцом венгерского регби» (его жена, немка Фредерика, удостоилась прозвщиа «мать венгерского регби»).
В начале 1990-х годов ещё один итальянец, доктор Джанкарло Тициани (итал. Giancarlo Tiziani), занимался развитием регби в Австрии и даже попытался учредить аналог Кубка пяти наций, в котором могли бы выступать новые регбийные силы — Австрия, Венгрия, Хорватия, Словения и Босния и Герцеговина. Его планам помешала его смерть в 1994 году. Из известных игроков в стране выделялся актёр Андраш Штоль (венг. András Stohl), который играл за клуб ЭЛТЕ-БЕАК (ELTE-BEAC) в 1980-е годы, а позже работал в Венгерском регбийном союзе.
По данным газеты The Budapest Times, в канун чемпионата мира по регби 2015 года для просмотра регбийных матчей в спортбарах собирались, по разным данным, от 10 до 400 человек, что ярко говорило о том, насколько по популярности регби уступает другим видам спорта. На тот момент сборная занимала только 74-е место в рейтинге IRB.
13 марта 2024 года в Венгерском университете спортивных наук прошёл мастер-класс на тему «История успеха регби в университетах» при участии представителей Кембриджского университета, которые прочитали лекцию и провели открытую тренировку на стадионе университета под руководством доктора Енё Колтаи (венг. Jenő Koltai).

## Названия позиций
| №  | На русском | На английском | На венгерском |
| -- | ---------- | ------------- | ------------- |
| 1  | проп       | prop          | pillér        |
| 2  | хукер      | hooker        | sarkazó       |
| 3  | проп       | prop          | pillér        |
| 4  | лок        | lock          | második soros |
| 5  | лок        | lock          | második soros |
| 6  | фланкер    | flanker       | leváló        |
| 7  | фланкер    | flanker       | leváló        |
| 8  | восьмой    | eighth        | összefogó     |
| 9  | скрам-хав  | scrum half    | nyitó         |
| 10 | флай-хав   | fly half      | iranyitó      |
| 11 | винг       | wing          | szélső        |
| 12 | центр      | centre        | centre        |
| 13 | центр      | centre        | centre        |
| 14 | винг       | wing          | szélső        |
| 15 | фулбэк     | fullback      | fogó          |